# Frank Ordenewitz
Frank Ordenewitz (født 25. marts 1965) er en tidligere tysk fodboldspiller.

## Tysklands fodboldlandshold
| Tysklands landshold | Tysklands landshold | Tysklands landshold |
| År                  | Kmp                 | Mål                 |
| ------------------- | ------------------- | ------------------- |
| 1987                | 2                   | 0                   |
| Total               | 2                   | 0                   |